# Tarkan Tevetoğlu
Tarkan Tevetoğlu poznatiji kao Tarkan (Alzey, Njemačka, 17. listopada 1972. ) poznati je turski pop glazbenik.    

## Životopis
Rodio se 17. listopada 1972. kao Tarkan Tevetoglu u malom mjestu Alzeju, pored Frankfurta na Majni, kao peto od šestero djece. Otac mu se zove Alli a majka Nese. 
Ime je dobio prema najpopularnijem turskom stripu junaka nazvanom - Tarkan. Roditelji su mu se preselili u Zapadnu Njemačku u vrijeme ekonomskog buma. 1986., kada mu je bilo 13 godina je njegov otac odlučio vratiti se Tursku. 9 godina poslije mu otac umire od srčanog udara u 49. godini života, a pokopan je u njegovom selu Rüzgara Köy kod Rize u Turskoj.
Tarkan održava bliske veze sa svojom obitelji u Turskoj i Njemačkoj. On još uvijek razumije njemački jezik, ali govori malo, jer on živi u Turskoj vec 20 godina.

## Vanjske poveznice

### Ostali projekti
|  | Zajednički poslužitelj ima stranicu o temi Tarkan Tevetoğlu |